# Mariano Caucino
Mariano Agustín Caucino (Ciudad Autónoma de Buenos Aires, 14 de septiembre de 1976) es un abogado, historiador y diplomático argentino. Abogado egresado de la Universidad de Buenos Aires (2001) que se ha dedicado al estudio de las relaciones internacionales. 
Se desempeñó como embajador de Argentina en Costa Rica (2016-2017) y ante el Estado de Israel (2017-2019). En 2024 fue designado Embajador en India.
Anteriormente, fue fundador y director de la escuela de Ciencia Política y Gobierno de la Universidad de Ciencias Empresariales y Sociales (UCES) y profesor de Política Exterior e Historia Contemporánea. 
Asimismo, es habitual columnista en medios públicos en Argentina, Latinoamérica, EEUU e Israel sobre asuntos globales y política internacional.

## Biografía
Nació en la Ciudad Autónoma de Buenos Aires. Cursó la escuela primaria y secundaria en el Instituto Bayard, en el barrio de Palermo. Entre 1996 y 2001 estudió Abogacía en la Facultad de Derecho de la Universidad de Buenos Aires. En aquellos años si bien tenía inclinaciones políticas y simpatizó con las reformas pro-mercado que se llevaron adelante en la Argentina en los años noventa, relegó la militancia política partidaria en pos de avanzar en su carrera universitaria. En diciembre de 2001, obtuvo su título de abogado.

## Carrera profesional
En el año 2002, fundó el Instituto de Estudios Políticos y luego la Escuela de Ciencia Política y Gobierno de la Universidad de Ciencias Empresariales y Sociales.
En aquellos años, Caucino se incorporó al Consejo Argentino para las Relaciones Internacionales (CARI) y entre 2010 y 2012 fue Presidente de la Asociación Dirigentes de Empresa.
A su vez, entre los años 2005 y 2012 fue Director de Relaciones Internacionales de la UCES, cargo desde el que fomentó el intercambio estudiantil entre alumnos argentinos y diferentes países del mundo, participando en ferias y congresos educativos en Latinoamérica, EEUU, Europa y Asia.
A instancias del ex canciller Adalberto Rodríguez Giavarini, Caucino fue invitado a participar en el Instituto de Política Internacional de la Academia Nacional de Ciencias Morales y Políticas. Desde 2016 es Miembro del directorio del InterAmerican Institute for Democracy (Miami, FL).

## Embajador

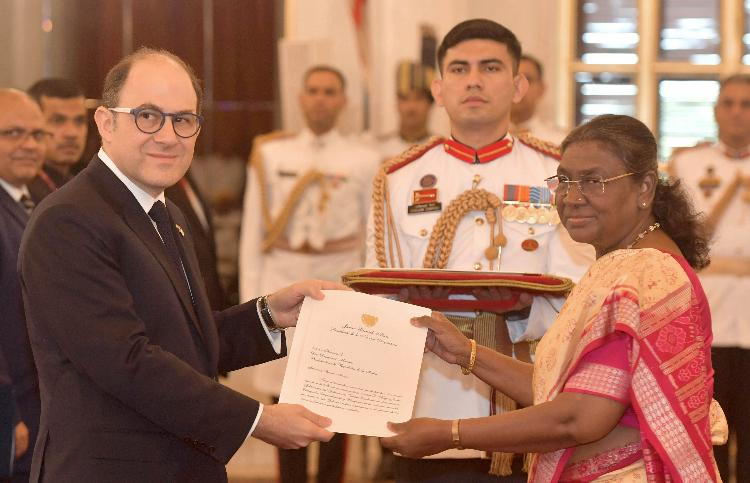
El Embajador Mariano Caucino presentando Cartas Credenciales ante la Presidenta de la India, Sra. Droupadi Murmu, 11 de julio de 2024.

Durante el gobierno del presidente Mauricio Macri se desempeñó como Embajador de la Argentina en Costa Rica (2016-17). Embajador ante el Estado de Israel (2017-19) y embajador concurrente en Chipre (2018-19).

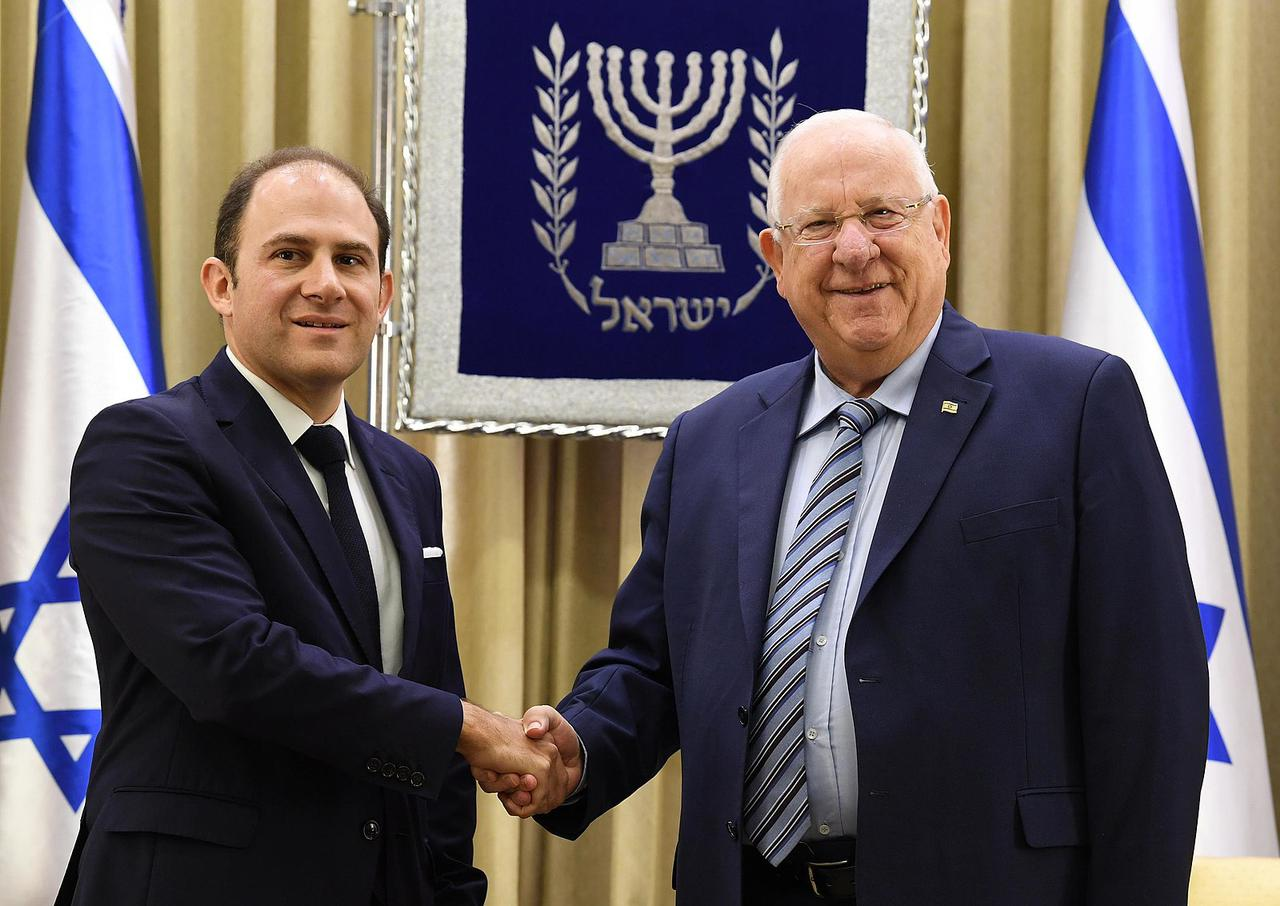
Mariano Caucino presentando cartas credenciales ante el presidente del Estado de Israel Reuven Rivlin, 12 de marzo de 2018.

Caucino sostuvo que su rol en Israel respondía “a la política del presidente Macri de dar vuelta la página del nefasto Memorando con Irán firmado en el tramo final del gobierno kirchnerista”.
En diciembre de 2023 fue designado por la canciller Diana Mondino como embajador en India, convirtiéndose en uno de los pocos embajadores políticos nombrados por el gobierno del presidente Javier Milei. La designación de Caucino como embajador mereció el reconocimiento del diario La Nación.

## Obras publicadas
- Argentina 1950-1980: un país inestable en la Guerra Fría, Doble-Hache (2013).
- Argentina 1980-2010: cronología de tres décadas de nuestra historia reciente, Doble-Hache (2011).
- Rusia, actor global: El renacer de un gigante y la inquietud de Occidente, El Economista (2015).
- La Rusia de Putin: Mito y realidad del liderazgo post-soviético, Ediciones B (2016).
- La Argentina pendular: Los costos de la imprevisión y la oportunidad del consenso, AMS Edit (2019).
- El Perón que no miramos, Areté (2021).
- Frondizi el estadista incomprendido, Areté (2022).

Habitualmente es columnista sobre asuntos globales y publica frecuentemente en el sitio Infobae y tiene un blog en The Times of Israel.